# Nekemte
Nekemte is een stad in Ethiopische regio Oromia.
In 2005 telde Nekemte 84.506 inwoners.
Tijdens de Italiaanse invasie van Ethiopië werd Nekemte op 5 juli 1936 door Italië gebombardeerd; onder meer een schooltje van Zweedse zendelingen werd zwaar getroffen.

## Nederlandse bisschoppen van Nekemte (Gimma)
- Frans Janssen (1959-1972)
- Henricus Bomers (1977-1983)
- Leonardus Dobbelaar (1994-2008)
- Theodorus van Ruijven (2009-heden)

## Geboren
- Deriba Merga (1980), langeafstandsloper